# 馬尾

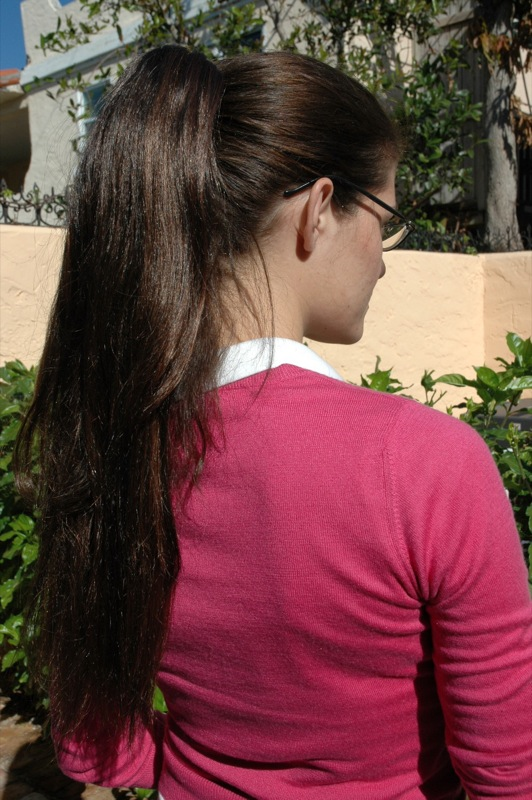
马尾

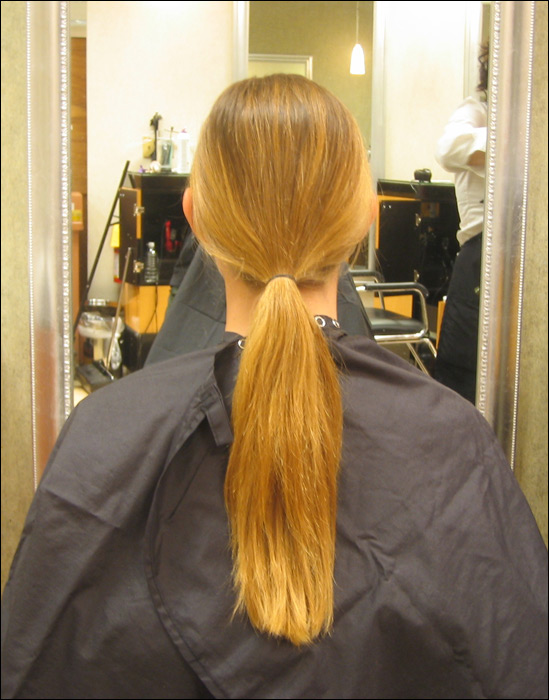
整齊的馬尾

马尾，是一種髮型，指將大部分的頭髮往頭後部集中，用一个皮套或其它的可以松紧的装饰品，將其紮起來豎在半空中的造型。该发型因看起來像馬的尾巴而得名。如果將單馬尾紮於側邊則稱為側馬尾。
馬尾不是辮子的一種，辮子乃是將頭髮分成小束之後再互相纏繞而成的髮型，與單純只有將頭髮紮起之馬尾不同。稱「馬尾」為「馬尾辮」不但是一種贅詞，而且容易使讀者被誤導。
馬尾多半會位在頭部後方的中間，或是頸部的下端，不過也可以集中在頭部的一側，或是頭頂上方。若馬尾分為兩側，會稱為是雙馬尾。

## 女孩及成年女性的馬尾

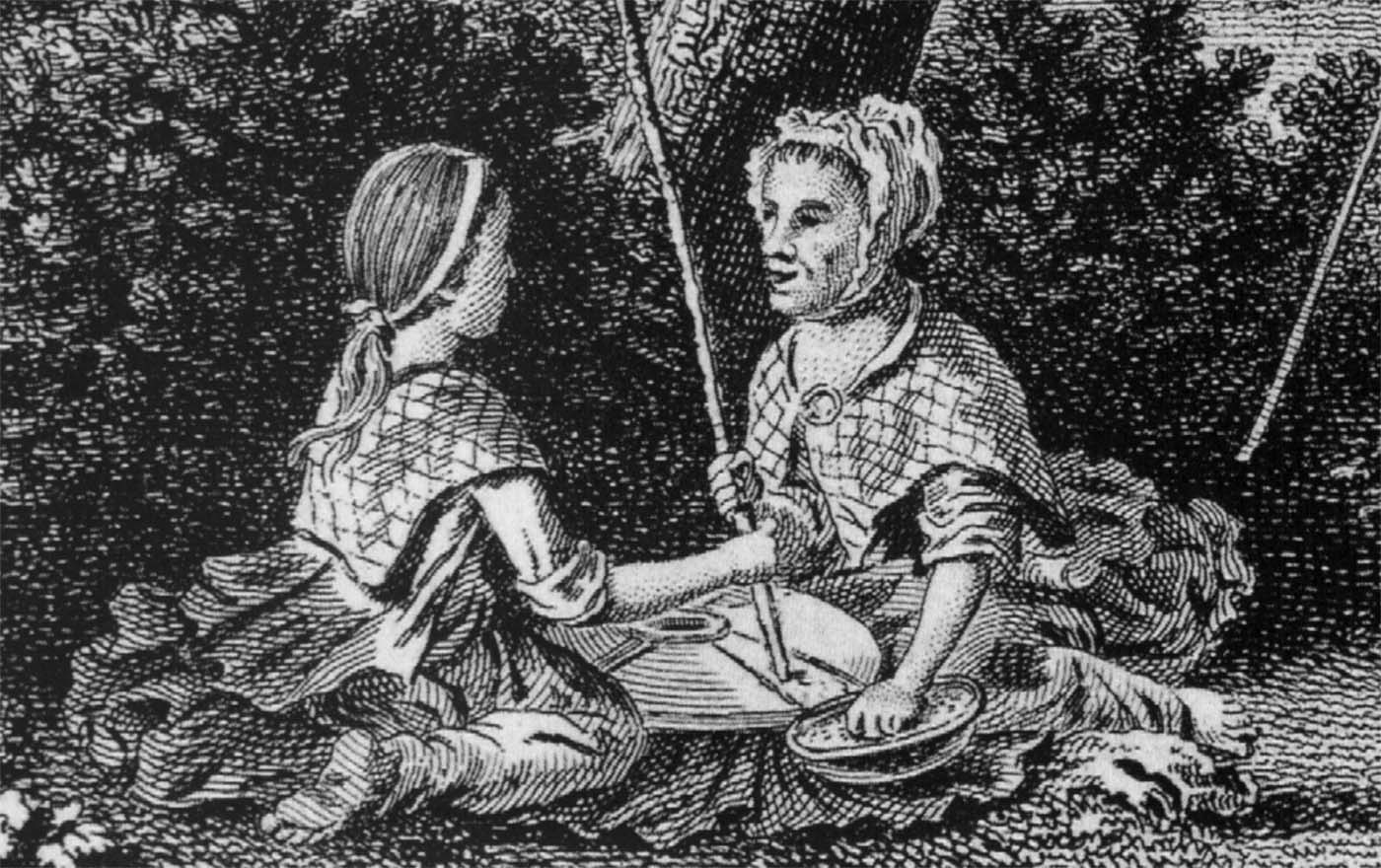
18世紀雕刻的細節，左邊的女孩有綁馬尾

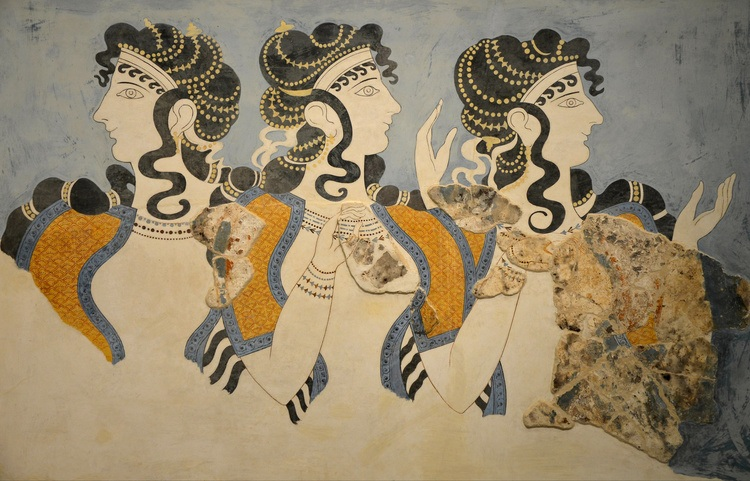
克里特島上克諾索斯宮壁畫中的“藍色女士”，其中的女性們髮型類似馬尾

馬尾可以追溯到古希腊時代，在古希腊的遺物及藝術品中會有綁馬尾女性的描，例如克雷塔斯（2000-1500 BC）時的濕壁畫中就有描繪。因此目前認為馬尾是在古希臘出現的，之後會擴展到古埃及及古罗马等文化及區域的藝術品中，後來這些地方的藝術品中才出現類似馬尾的髮型。
以前在歐洲及西方的文化中，馬尾是女孩會綁的髮型，但成年女性很少會綁馬尾，一直到1920年代後才開始有成年女性馬尾的流行。流行的原因大部份是因為美泰兒的第一套芭比娃娃，其髮型就是女性喜歡的髮型，另一個原因是因為像桑德拉·迪伊（曾演出電影Gidget）等電影明星的帶動。
現在的成年女性及女孩常會綁馬尾，可能是非正型場合、上班或是參與運動活動，也有可能在正式場合使用更正式的髮型（例如辮子或是有髮飾的馬尾）。馬尾是女學生流行的髮型之一，馬尾也容易整理，像女學生在體育課後就可以自行重綁馬尾。馬尾可以有時尚的風格，也有可能是運動風，有時低馬尾可以作很別緻的髮型。
若在工作或是休閒時，不希望頭髮遮住眼睛，實務上就可以綁馬尾。有些情形下，會為了安全考量而要將長頭髮綁起來（例如木工廠、實驗室、體育活動、醫院等），若沒有強迫要綁髮網，一般會改為用馬尾或低馬尾來保護頭髮。

## 男性的馬尾髮型

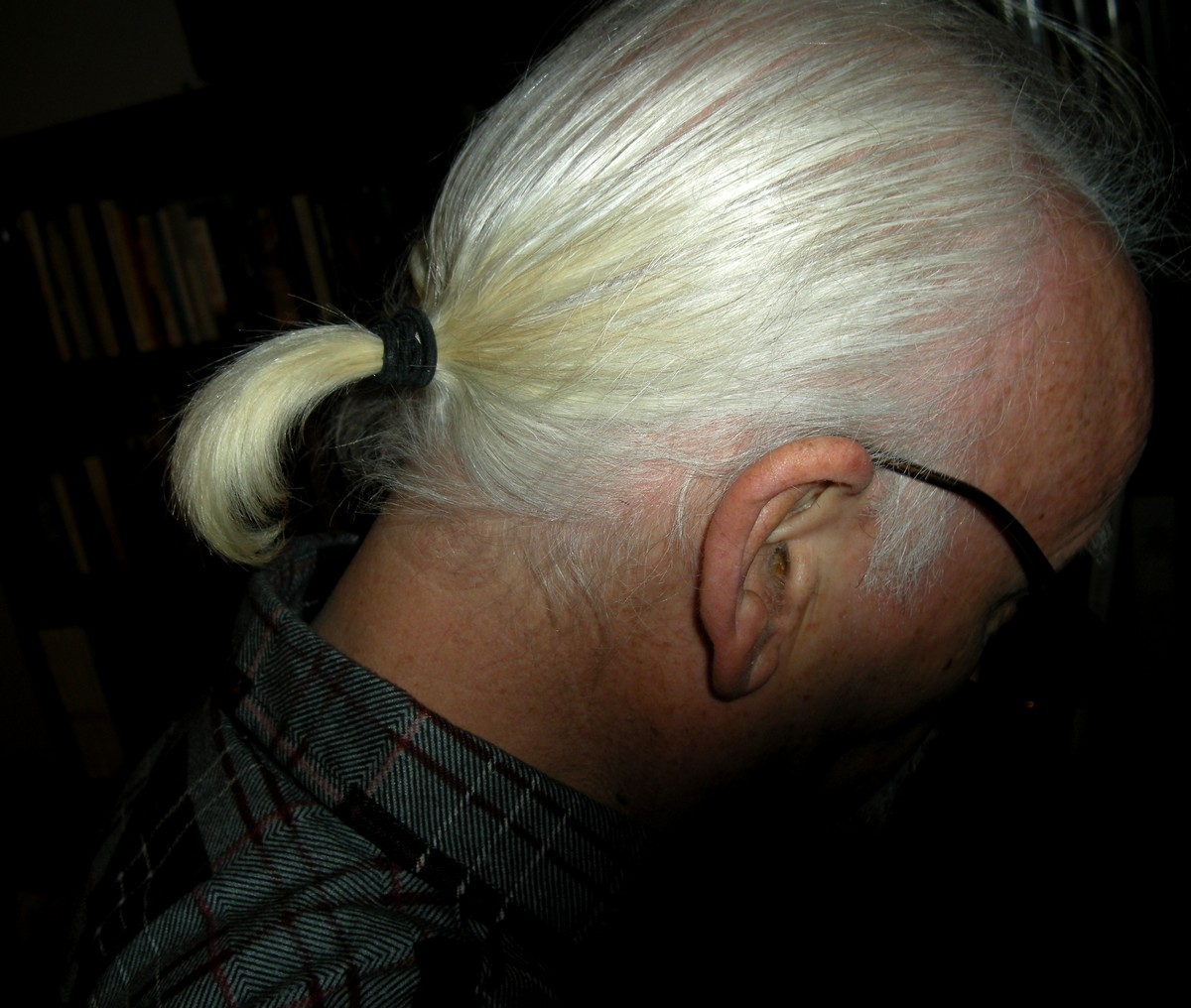
男性的白色頭髮以及馬尾

### 歷史上的馬尾髮型
在十八世紀後半的歐洲，大部份的男性會留長髮，也會用緞帶綁住頭髮，髮型類似現今的馬尾，有時也會讓綁住的頭髮放在絲質的袋子中。當時常見的髮型是髡髮（queue），在法文中的原意是「尾巴」，後來平民已不流行這種髮型，但仍是歐洲軍隊強制的髮型，一直到19世紀初期，英國陸軍首先廢除此髮型規定，在拿破崙戰爭末期，大部份的軍隊已將強制髮型改為短髮。
中國的满族男子也是辮髮，剔除頭上前半部的頭髮，將後半部頭髮綁成辮子，在清朝時規定所有男士都要綁辮子，一直到民國初年才廢除此規定。中文
日本江户时代（1683-1868）的男性也會留短的馬尾，日本的相撲手會留扇型的馬尾，此一髮型一直延續到現今的相撲。

### 現代的馬尾髮型
在1970年代，許多男性會留長髮，且將長髮綁成馬尾，此造型在1970年代的搖滾樂手中非常流行。
在1980年代末期，有些男性想要在髮型上有個性，但又希望頭髮服貼，髮型有機能性，就會留短的馬尾（參照鲻鱼头)。史蒂芬·席格在電影《天龍戰警》中的馬尾就是一個例子。（參照髻）。

## 科學研究

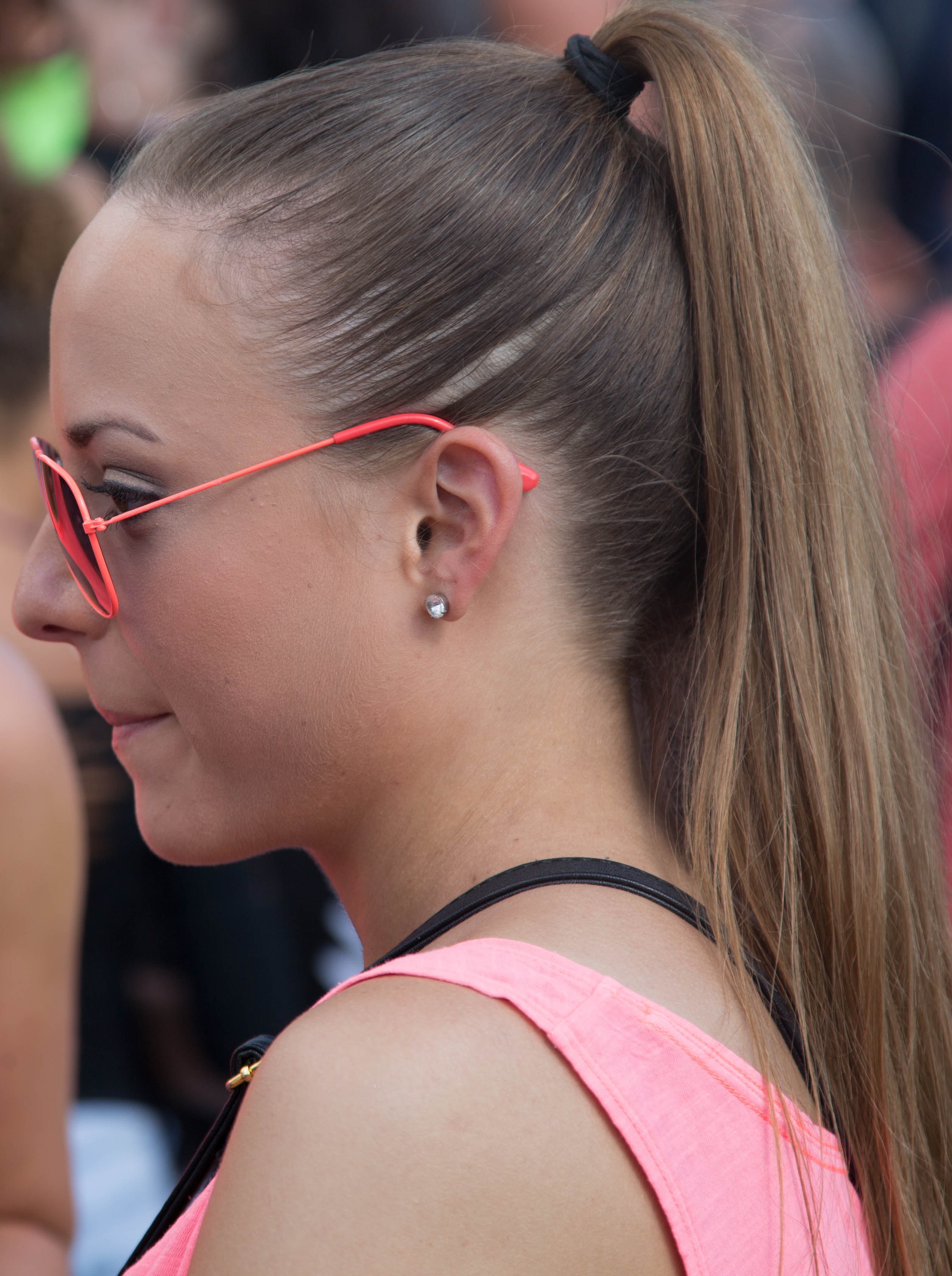
一名綁馬尾女性的側面照片

C. F. van Wyk曾在1946年提出和頭髮有關的狀態方程式。
英國的科學家針對一些頭髮的樣本，在指定長度以及隨機曲率（或捲曲度）的情形下，預測馬尾的形狀。馬尾形狀方程式（Ponytail Shape Equation）描述馬尾因為頭髮之間交互作用力產生壓力而散開的情形。
研究者針對一束頭髮發展了通用的連續體理論，將每一根頭髮視為彈性絲，有隨機的本質曲率。因此提出了有關一束頭髮形狀的微分方程，和彈力、重力等因素有關，並且提出簡單的状态方程，描述使髮束散開的壓力和頭髮中隨機曲率之間的關係，狀態方程是四階非線性的微分方程。
長髮公主係數（Rapunzel number）是和方程式有關的比例，計算頭髮的重力相對其長度的效果。此數字會決定馬尾是否會是扇形，或是弧形彎曲，且馬尾末端大約會和地面垂直。短的
有彈性的頭髮其長髮公主係數較低，會呈扇形。長的馬尾長髮公主係數較高，會因重力影響使其馬尾末端大約會和地面垂直。
目前也已經知道為何慢跑者的馬尾會左右晃動。反覆上下的運動沒有穩定性，而馬尾在人的後方，因此也無法持續性的前後晃動。任何輕微的顛簸都會導致上下運動變成左右搖擺的效果。
有關馬尾形狀的研究獲得了2012年的搞笑諾貝爾獎物理學獎。
長髮公主係數在计算机图形及动画產業很重要，讓動畫設計師克服了用數位方式呈現頭髮以及頭髮運動上的挑戰。

## 健康影響
若馬尾綁的太緊，容易有牽引性脫髮，有時也會頭痛:761。目前已證實牽引性脫髮和包括馬尾在內的髮型高度相關，若減少頭髮受到的張力，比較不會有牽引性脫髮。
另外，綁馬尾的人因為綁馬尾對頭皮產生的張力，比較容易有顱外頭痛，頭痛也可能是因為綁馬尾時拉扯到頭皮上的神經，會因此產生輕微或嚴重的頭痛或偏頭痛。許多綁馬尾的知名藝人（如爱莉安娜·格兰德）在表演彩排及表演時會都長時間綁馬尾，也會有頭痛的問題。
將馬尾放鬆會讓頭痛以及疼痛減緩，但減緩程度因人而異。

## 註腳
1. ↑  參見 日本動漫迷使用術語列表
2. 1 2 3 4  Sherrow, V., (2019). "Encyclopedia Of Hair: a Cultural History （页面存档备份，存于）." Santa Barbara: Greenwood Publishing Group.
3. ↑  Whitaker, H. (2018, December 7). "A cultural history of the ponytail （页面存档备份，存于）."
4. ↑  Sherrow, Victoria. . Greenwood Publishing Group. 2006: 310.
5. ↑  Wyk, C. M. V. (1946). "20—Note On The Compressibility Of Wool." Journal of the Textile Institute Transactions, 37(12).
6. 1 2  "Science behind ponytail revealed （页面存档备份，存于）."(2012, February 13)
7. 1 2 3  Goldstein, R. E., Warren, P. B., & Ball, R. C. (2012). "Shape of a Ponytail and the Statistical Physics of Hair Fiber Bundles[永久]." Physical Review Letters, 108(7).
8. ↑  . Physical Review Letters. American Physical Society.   [14 February 2012]. （原始内容存档于2018-10-05）. （页面存档备份，存于）
9. ↑  Keller, J. B. (2010). "Ponytail Motion[永久]." SIAM Journal on Applied Mathematics, 70(7), 2667–2672.
10. ↑  . Improbable Research.   [August 14, 2016]. （原始内容存档于2013-02-26）. （页面存档备份，存于）
11. ↑  James, William; Berger, Timothy; Elston, Dirk (2005). "Andrews' Diseases of the Skin: Clinical Dermatology." (10th ed.). Saunders.
12. ↑  Freedberg, et al. (2003). "Fitzpatrick's Dermatology in General Medicine （页面存档备份，存于）." (6th ed.). McGraw-Hill.
13. ↑  Johns Hopkins Medicine. (27 April 2016). "All hairstyles are not created equal: Scalp-pulling and hair loss: What dermatologists need to know about African-American hairstyling practices and the risk of traction alopecia （页面存档备份，存于）." ScienceDaily.
14. 1 2  Blau, J. N. (2004). "Ponytail Headache: A Pure Extracranial Headache[永久]." Headache: The Journal of Head and Face Pain, 44(5), 411–413.
15. 1 2  Bakar, F. (2018, November 5). "Is wearing a tight ponytail all the time dangerous? （页面存档备份，存于）"